# Сетевое напряжение
Сетевое напряжение — среднеквадратичное (действующее) значение напряжения в электрической сети переменного тока, доступной конечным потребителям.

## Среднее значение и частота
Основные параметры сети переменного тока — напряжение и частота — различаются в разных регионах мира. В большинстве европейских стран низкое сетевое напряжение в трёхфазных сетях составляет 230/400 В при частоте 50 Гц, а в промышленных сетях — 400/690 В. В Северной, Центральной и частично Южной Америке низкое сетевое напряжение в сетях с раздёлённой фазой составляет 115 В при частоте 60 Гц.
Более высокое сетевое напряжение (от 1000 В до 10 кВ) уменьшает потери при передаче электроэнергии и позволяет использовать электроприборы с большей мощностью, однако, в то же время, усложняет обеспечение надёжной изоляции и конструкцию соединительных и коммутационных устройств, увеличивает тяжесть последствий от поражения током неподготовленных пользователей от незащищённых сетей.
Для использования электроприборов, предназначенных для одного сетевого напряжения, в районах, где используется другое, нужны соответствующие преобразователи (например, трансформаторы). Для некоторых электроприборов (главным образом, специализированных, не относящихся к бытовой технике) кроме напряжения играет роль и частота питающей сети.
Современное высокотехнологичное электрооборудование, как правило, содержащее в своём составе импульсные преобразователи напряжения, может иметь переключатели на различные значения сетевого напряжения либо не имеет переключателей, но допускает широкий диапазон входных напряжений: от 100 до 240 В при номинальной частоте от 50 до 60 Гц, что позволяет использовать данные электроприборы без преобразователей практически в любой стране мира.

## Параметры сетевого напряжения в России
Производители электроэнергии генерируют переменный ток промышленной частоты (в России — 50 Гц). В подавляющем большинстве случаев по линиям электропередачи передаётся трёхфазный ток, повышенный до высокого и сверхвысокого электрического напряжения с помощью трансформаторных подстанций, которые находятся рядом с электростанциями.
Согласно межгосударственному стандарту ГОСТ 29322-2014 (IEC 60038:2009) «Напряжения стандартные», сетевое напряжение должно составлять 230 В ± 10 % (межфазное напряжение 400 В, напряжением фаза-нейтраль 230 В, четырёхпроводная схема включения «звезда»). При этом, в соответствии с ГОСТ 32144-2013 (EN 50160:2010) значение частоты должно составлять 50 ± 0.2 Гц в течение 95% времени (50 ± 0.4 Гц в течение 100% времени) в синхронизированных системах и 50 ± 1 Гц в течение 95% времени (50 ± 5 Гц в течение 100% времени) в изолированных системах.
К жилым домам (на сельские улицы) подводятся четырёхпроводные (три фазовых провода и один нейтральный (нулевой) провод) линии электропередачи (воздушные или кабельные ЛЭП) с межфазным напряжением 400 вольт. Входные автоматы и счётчики потребления электроэнергии обычно трёхфазные. К однофазной розетке подводится фазовый провод, нулевой провод и, возможно, провод защитного заземления или зануления, электрическое напряжение между «фазой» и «нулём» составляет 230 вольт.
В правилах устройства электроустановок (ПУЭ-7) продолжает фигурировать величина 220, но фактически напряжение в сети почти всегда выше этого значения и достигает 230—240 В, варьируясь от 190 до 250 В ГОСТ 29322-2014 (IEC 60038:2009) «Напряжения стандартные».

### Номинальные напряжения бытовых сетей (низкого напряжения)
До 1926 года техническим регулированием электрических сетей общего назначения занимался Электротехнический отдел ИРТО, который только выпускал правила по безопасной эксплуатации. При обследовании сетей РСФСР перед созданием плана ГОЭЛРО было установлено, что на тот момент использовались практически все возможные напряжения электрических токов всех видов. Начиная с 1926 года стандартизация электрических сетей перешла к Комитету по стандартизации при Совете Труда и Обороны (Госстандарт), который выпускал стандарты на используемые номинальные напряжения сетей и аппаратуры. Начиная с 1992 года Межгосударственный совет по стандартизации, метрологии и сертификации выпускает стандарты для электрический сетей стран входящих в ЕЭС/ОЭС.
|                                              | Переменный ток 50 Гц с разделённой фазой или постоянный ток, двух- и трёхпроводные линии | Переменный ток 50 Гц с разделённой фазой или постоянный ток, двух- и трёхпроводные линии | Трёхфазный переменный ток, 50 Гц              | Трёхфазный переменный ток, 50 Гц      | Трёхфазный переменный ток, 50 Гц                                      | Трёхфазный переменный ток, 50 Гц |
| -------------------------------------------- | ---------------------------------------------------------------------------------------- | ---------------------------------------------------------------------------------------- | --------------------------------------------- | ------------------------------------- | --------------------------------------------------------------------- | -------------------------------- |
| 110/220 В                                    | 220/440 В                                                                                | 3×120 В (треугольник)                                                                    | 127/220 В                                     | 220/380 В                             | 230/400 В                                                             |                                  |
| Временные правила ИРТО, 1891                 | широко используется                                                                      | запрещен                                                                                 | разрешён                                      | запрещен                              | запрещен                                                              | запрещен                         |
| Дополнение к временным правилам ИРТО от 1898 | широко используется                                                                      | разрешён                                                                                 | широко используется                           | разрешён                              | разрешён                                                              | —                                |
| ГОЭЛРО, I-я очередь (1920)                   |                                                                                          |                                                                                          |                                               | предпочтителен                        |                                                                       |                                  |
| ОСТ 569 (1928)                               | предпочтителен                                                                           | предпочтителен                                                                           | разрешён                                      | —                                     | предпочтителен                                                        | —                                |
| ОСТ 5155 (1932)                              | разрешён                                                                                 | разрешён                                                                                 | разрешён)                                     | —                                     | разрешён                                                              | —                                |
| ГОСТ 721-41                                  | разрешён                                                                                 | разрешён                                                                                 | допускается сохранение существующих установок | разрешён                              | предпочтителен                                                        | —                                |
| ГОСТ 5651-51                                 | разрешён                                                                                 | разрешён                                                                                 | —                                             | разрешён                              | разрешён                                                              | —                                |
| ГОСТ 721-62                                  | разрешён                                                                                 | разрешён                                                                                 | допускается сохранение существующих установок | разрешён                              | предпочтителен                                                        | —                                |
| ГОСТ 5651-64                                 | —                                                                                        | разрешён                                                                                 | —                                             | разрешён                              | разрешён                                                              | —                                |
| ГОСТ 721-74                                  | разрешён                                                                                 | разрешён                                                                                 | допускается сохранение существующих установок | разрешён                              | предпочтителен                                                        |                                  |
| ГОСТ 21128-75                                | разрешён                                                                                 | разрешён                                                                                 | —                                             | для ранее разработанного оборудования | предпочтителен                                                        | —                                |
| ГОСТ 23366-78                                | разрешён                                                                                 | разрешён                                                                                 | —                                             | для ранее разработанного оборудования | предпочтителен                                                        | —                                |
| ГОСТ 21128-83                                | разрешён                                                                                 | разрешён                                                                                 | —                                             | для ранее разработанного оборудования | предпочтителен                                                        | разрешён                         |
| ГОСТ 5651-89                                 | —                                                                                        | разрешён                                                                                 | —                                             | —                                     | разрешён                                                              | —                                |
| ГОСТ 29322-92 (МЭК 38-83)                    | —                                                                                        | —                                                                                        | —                                             | —                                     | разрешён до 2003 года                                                 | предпочтителен                   |
| ГОСТ 29322-2014 (IEC 60038:2009)             | —                                                                                        | —                                                                                        | —                                             | —                                     | в тексте стандарта указано: «Однако… до сих пор продолжают применять» | предпочтителен                   |

## В мире

Карта сетевого напряжения и частоты переменного тока в мире

## Розетки и штепсели
В разных регионах используются розетки и штепсели разных типов.

## Качество электрической энергии
Качество электрической энергии — её электрическое напряжение и частота — должны строго соблюдаться.

### Комментарии
1. ↑  «Акционерное общество электрического освещения 1886 года» использовало этот номинал (напряжение на зажимах трансформатора 133 В), что и было отражено в ОСТ 569. В результате гармонизации с рекомендациями МЭК в шкале стандартных напряжений ГОСТ 721 он был заменён на номинал 3×127 В, но допускалось сохранение существующих установок 3×120 В. Фактически, сети тех крупных городов, которые его использовали, уже переходили на «звезду» с номиналами 127/220 В и 220/380 В.
2. ↑  Номинал трёхфазного переменного тока 230/400 В, начиная c ОСТ 569, 1928 года, являлся предпочтительным для источников тока (генераторов и трансформаторов).
3. 1 2 3 4  Использование тока высокого напряжения выше ±225 В или выше ∼110 В было запрещено в бытовых сетях, не требующих квалифицированного персонала.
4. ↑  Первоначально в I-й очереди плана ГОЭЛРО было намечено строительство сетей 120/210 В, исходя из того, что в сетях некоторых крупных городов использовалось 3×120 В (треугольник), однако при реализации строили сети 127/220 В.
5. ↑  В 1928—1931 годах реализовано в Витебске, Вязьме, Бобруйске, Златоусте, Камышине, Красноярске, Читае и др. (Гейлер Л. Б. 110 или 220 V в распределительных сетях населённых мест // Электричество. — 1933. — № 9. — С. 39. Архивировано 26 апреля 2016 года.). Впоследствии все крупные новые электросети СССР создавались на 220/380 В.
6. ↑  В 1932—1940 годах реализовано Ленэнерго, при переходе старых сетей 3×120 В на 127/220 В (Айзенберг Б. Л., Мануйлов Р. Е. Заземление нейтрали городской кабельной сети низкого напряжения // Электричество. — 1940. — № 11. — С. 54. Архивировано 26 апреля 2016 года.).
7. ↑  В 1936—1947 годах реализовано Мосэнерго, при переходе избранных районов старых сетей 3×120 В на 127/220 В (Плюснин К. Л. Низковольтная замкнутая сетка в Московской кабельной электросети // Электричество. — 1937. — № 22. — С. 7. Архивировано 26 апреля 2016 года.; Куликовский А. А.}. Система городских распределительных сетей низкого напряжения с искусственными нейтральными точками // Электричество. — 1947. — № 9. — С. 45.
8. ↑  В других стандартах, связанных с промышленным применением (например, ГОСТ 185-41), номинал 127/220 В остался недоступен для новых изделий.
9. 1 2 3  Стандарты ГОСТ 5651, в частности, определяли номиналы напряжения питания радиоприёмников.
10. 1 2  В 1950 году начался перевода низковольтной сети со 127 на 220/127 В и применение напряжения 380/220 В для электроснабжения новых жилых районов Москвы (Зуев Э.Н. Московских окон негасимый свет. Дата обращения: 18 апреля 2016. Архивировано 27 марта 2016 года.
11. ↑  В 1970—1979 годы Киев, Ленинград и Харьков в основном перешли на 220/380 В, хотя отдельные дома, в которых переход не завершился, встречались и позднее.